# 日本のヴァイオリン王〜名古屋が生んだ世界のマエストロ 鈴木政吉物語〜
『日本のヴァイオリン王〜名古屋が生んだ世界のマエストロ 鈴木政吉物語〜』（にほんのヴァイオリンおう なごやがうんだせかいのマエストロ すずきまさきちものがたり）は、2016年2月14日の日曜日16:05 - 17:20に、東海テレビ制作・フジテレビ系で放送された日本のテレビドラマ。
鈴木政吉の生涯を描くドキュメンタリードラマ。

## キャスト
鈴木政吉
演 - 武田真治
ヴァイオリン職人。
鈴木乃婦
演 - 笛木優子
政吉の妻。
鈴木良
演 - 中村ゆり
政吉の妻。
鈴木鎮一
演 - 阿部力
幸田延
演 - 遊井亮子
安藤幸
演 - 大塚千弘
鈴木はな
演 - 松山愛里
鈴木章
演 - 中山卓也
鈴木六三郎
演 - 片山享
鈴木二三雄
演 - 森廉
鈴木喜久雄
演 - 長村航希
鈴木ひな
演 - 市原あやの（幼少期：安藤美優)
ワルトラウト・プランゲ
演 - ケイティ
校長先生
演 - 大原康裕 ※名古屋ことば指導担当
ディットリヒ
演 - ジリ・ヴァンソン
甘利鉄吉
演 - 伊藤俊輔
幸田幸
演 - 加藤あや
門人
演 - 柿本光太郎
少年の鎮一
演 - 秋山竣
恒川鐐之助
演 - 阪田マサノブ
鈴木梅雄
演 - 迫田孝也
近藤八重
演 - 茅島成美
鈴木たに
演 - 山本みどり
山葉寅楠
演 - 羽場裕一
白井練一
演 - 大杉漣

## その他の出演
- ヴァイオリニスト - 古澤巌
- ピアニスト - アガピエ・クリスティアン
- ナレーション - 水谷豊

## スタッフ
- 企画 - 横田誠（東海テレビ）
- 構成・脚本 - いずみ玲
- 演出 - 西本淳一（東海テレビ）
- 協力 - 鈴木バイオリン製造、才能教育研究会、鈴木鎮一記念館、宗次ホール、愛知県立芸術大学、ヤマハ、島村楽器、日本近代音楽館、東京藝術大学、日本弦楽器指導者協会、日本弦楽器制作者協会
- アシスタントプロデューサー - 遠山圭介（東海テレビ）
- プロデューサー - 西本淳一（東海テレビ）、中頭千廣（TSP）、今坂彩（TSP）
- 制作著作 - 東海テレビ